# واکنش اتار
واکنش اتار(به فرانسوی: Étard Réaction) واکنشی در شیمی آلی است که طی آن یک ترکیب آروماتیک یا هتروسیکل دارای گروه متیل، طی یک واکنش اکسایش مستقیم با کرومیل کلرید واکنش داده و تولید یک آلدهید را می کند. این واکنش نخستین بار توسط شیمیدان فرانسوی الکساندر لئون اتار (به فرانسوی: Alexandre Léon Étard) کشف گردید و به نام وی نامگذاری شد. به عنوان نمونه واکنش تولوئن و کرومیل کلرید که منجر به تولید بنزآلدهید می‌شود به صورت زیر است: